# Elecciones generales de Cuba de 1936
Las Elecciones generales de 1936 se celebraron en Cuba el 10 de enero de 1936. Miguel Mariano Gómez de la Coalición Tripartita (la alianza del Partido Liberal, la Unión Nacionalista y el Partido Acción Republicana) ganó la elección presidencial, mientras que la Coalición también emergió como el partido mayoritario en la Cámara de Representantes. El índice de participación fue de 67.1 %. Fue la primera elección en Cuba donde pudieron votar las mujeres.

## Resultados

### Presidente
| Candidato                 | Partido                         | Votos     | % |
| ------------------------- | ------------------------------- | --------- | - |
| Miguel Mariano Gómez      | Coalición Tripartita            | 343 289   |   |
| Mario García Menocal      | Asociación Nacional Democrática | 256 606   |   |
| Otros candidatos          |                                 |           |   |
| Inválidos/votos en blanco | Inválidos/votos en blanco       |           | - |
| Total                     | Total                           | 1 123 848 |   |
| Fuente: Nohlen            |                                 |           |   |

### Senado
| Partido                         | Votos | % | Asientos | +/-   |
| ------------------------------- | ----- | - | -------- | ----- |
| Coalición Tripartita            |       |   | 24       | +6    |
| Asociación Nacional Democrática |       |   | 12       | Nuevo |
| Inválidos/votos en blanco       |       | - | -        | -     |
| Total                           |       |   | 36       | +12   |
| Fuente: Nohlen                  |       |   |          |       |

Ninguna mujer fue elegida al Senado.

### Cámara de Representantes
| Partido                         | Votos | % | Asientos | +/-   |
| ------------------------------- | ----- | - | -------- | ----- |
| Coalición Tripartita            |       |   | 90       | +55   |
| Asociación Nacional Democrática |       |   | 70       | Nuevo |
| Partido Cubano Unionista        |       |   | 2        | Nuevo |
| Inválidos/votos en blanco       |       | - | -        | -     |
| Total                           |       |   | 162      | +93   |
| Fuente: Nohlen                  |       |   |          |       |

Fueron elegidas 7 mujeres como representantes, las primeras en Cuba.